# 오스틴 노스
오스틴 노스(영어: Austin North, 1996년 7월 30일 ~ )는 미국의 배우이다.